# جلال كامل
جلال كامل  (1957-) ممثل مغني ومخرج عراقي

## مشواره المهني
بدأ حياته الفنية بالغناء وعازفاً لآلة الكيتار الموسيقية مع اصدقائه في مدينة الحرية حيث كانو يحييون الحفلات الخاصة، ومن ثم أتجه سريعاً نحو التمثيل. فقام بأداء عددا من الأعمال الدرامية المتعددة إلى أن اقتحم عالم الإخراج ليصبح مخرجاً وممثلاً.
كانت انطلاقته عام 1977 بفيلم «اللوحة» للمخرج كارلو هارتيون ومن ثم نال شهرته الواسعة مع المخرج العراقي محمد شكري جميل الذي أسند له دورًا في فيلم الأسوار عام 1979 وأدى بعد ذلك أدوار منوعة في أفلام متعددة في فيلم «العربة والحصان» لمحمد منير فنري، و«صخب البحر» و«مكان في الغد» للراحل صبيح عبد الكريم، و«سحابة صيف».في التلفزيون قدم أعمالاً درامية كبيرة، منها مسلسل «أيّام ضائعة» وهو أوّل عمل عربيّ مشترك، ومسلسل «النسر وعيون المدينة» حيث أدى شخصية «عطية» أبن العربنجي «الفنان سامي عبد الحميد»، ومسلسلات أخرى مثل «الهاجس»، «عنفوان الاشياء»، «من تأكل النار»،
غادر العراق عام 1991 وقرر عدم الرجوع متجها إلى العاصمة الأردنية عمان بسبب الحرب الأمريكية ومافعلته في بغداد حيث قصفت بشكل فظيع ولكنه عاد بعدها بعامين عند عرض مسلسل ذئاب الليل ج1" الذي صور عام 1989 وتم تأجيل عرضه وقدم شخصية "أبو علج".
عام 1994 قدم أعمالا غنائية لاقت نجاحا واسعاً، منها أغنية «كافي» وأغنية «تنكرني بحياتك» وأغنية «والله لتعذب واحتار».
شارك بتمثيل وإخراج فيلم «بحيرة الوجع» وهو أول فيلم عراقي يعرض في دور السينما الاميركية.

### حياته الأسرية
تزوج من الفنانة العراقية سناء عبد الرحمن عام 1997.

### نجاته من تفجير إرهابي
نجا من الموت بأعجوبة إثر تعرضه في أواخر عام 2012 إلى إصابه بجروح في إحدى ساقيه في حادث تفجير أرهابي بسيارة مفخخة بالقرب من منزله في منطقة الكرادة وسط بغداد.

## أعماله

### في التلفزيون
| سنة الإنتاج | اسم المسلسل               | الشخصية         |
| ----------- | ------------------------- | --------------- |
| 2022        | وطن                       | صمد             |
| 2015        | دنيا الورد                | (أحمد الورد)    |
| 2011        | غربة وطن                  |                 |
| 2010        | الحب أولاً                 |                 |
| 2008        | غرباء الليل               |                 |
| 2007        | الاعتراف                  |                 |
| 2007        | جحيم الفردوس              |                 |
| 2005        | هذا هو الحب               |                 |
| 2004        | باشاوات آخر زمن           | عدنان           |
| 2002        | لو كنت القاضي             |                 |
| 2001        | القضية 238                | (المهندس أنيس)  |
| 2000        | الدرب الطويل              | (موسى)          |
| 2000        | رجل فوق الشبهات           |                 |
| 1998        | النبع المر                |                 |
| 1997        | ورشة حارتنا               |                 |
| 1995        | عنفوان الأشياء            |                 |
| 1990        | ذئاب الليل (ج1)           | (منذر أبو علج)  |
| 1989        | الهجرة إلى الذات-تمثيلية  |                 |
| 1986        | أحمد وجميلة               | أحمد            |
| 1988        | ثمرة العطاء-فيلم تلفزيوني |                 |
| 1988        | مقادير (آه يا المواجيع)   |                 |
| 1987        | وشم على جدار الزمن        |                 |
| 1984        | من تأكل النار-تمثيلية     |                 |
| 1984        | حلم على الهامش تمثلية     |                 |
| 1984        | الهاجس                    |                 |
| 1983        | النسر وعيون المدينة       | (عطية)          |
| 1980        | أيام ضائعة                |                 |
|             | جرحك ياذيب                |                 |
|             | المتنبي                   | (المتنبي صغيرا) |

### في السينما
| سنة الإنتاج | الفيلم         | الشخصية |
| ----------- | -------------- | ------- |
| 2013        | بحيرة البجع    |         |
| 1999        | طمع الأشرار    |         |
| 1996        | حنافيش         |         |
| 1989        | مكان في الغد   |         |
| 1989        | العربة والحصان |         |
| 1989        | سحابة صيف      |         |
| 1987        | صخب البحر      |         |
| 1987        | عمارة 13       |         |
| 1979        | الأسوار        |         |
| 1977        | اللوحة         |         |

### في المسرح
| سنة الإنتاج | المسرحية    | الشخصية |
| ----------- | ----------- | ------- |
|             | قنديل علاء  |         |
|             | رسالة الطير |         |
|             | صبخة ونهر   |         |

### في الأخراج
- (1996): الهروب إلى الوهم
- (2000): رجل فوق الشبهات
- (2001): القضية 238
- (2005): هذا هو الحب
- (2007): جحيم الفردوس
- (2007): الاعتراف
- (2008): غرباء الليل
- (2010): الحب أولا.

## الوصلات الخارجية
- موقع السينما دوت كوم
- موقع وكالة الأنباء العراقية المستقلة
- موقع الأخبار
- اليوتيوب- أغنية تنكرني بحياتك
- موقع الفنون الجميلة